# 沙漠 (粒子物理學)
沙漠（有時也稱大沙漠），在粒子物理學指的是理論上在TeV尺度和GUT尺度之間的能量尺度空隙，在現在的新物理中並未顯現。沙漠的想法是觀測上近似的誘導，數量級，在GUT尺度的耦合統一規範。一般在中尺度屬性添加額外的新物理破壞耦合統一規範。在最小超對稱標準模型粒子容量，調整參數可以使這種統一確切。這種統一不是唯一的，因為二擇一的方案，像是Katoptron model依據相似的能量沙漠也可以導致精確的統一。
如果微中子質量是肇因於蹺蹺板機制，蹺蹺板尺度應該在沙漠之內。。
在這種方案下，沙漠的吸引力是在不久的將來大型強子對撞機和國際線性對撞機允許外推GUT尺度的TeV測量。沙漠的替代方案是一系列的新物理理論，在能量尺度的每個數量級上擴展。

## 外部連結
- LHC, SSC and the universe
- Journal of High Energy Physics, pub 22 Jan 2009
- Mass generation and the dynamical role of the Katoptron Group, Mod. Phys. Lett. A 16 (2001), 53